# Burg Brome
Burg Brome ist eine in Teilen gut erhaltene, mittelalterliche Wasserburg im Flecken Brome in Niedersachsen. Sie zählt neben Schloss Gifhorn zu den bedeutendsten historischen Befestigungsanlagen im Landkreis Gifhorn. Die als Heimatmuseum genutzte denkmalgeschützte Burg mit dem Schwerpunkt auf ländliche Selbstversorgung und altes Handwerk hat eine regionale touristische Bedeutung.

## Entstehung
Burg Brome entstand als Niederungsburg unweit der Ansiedlung Brome in der sumpfigen Niederung der Ohre in einer Flussschleife. Der Wasserlauf schützte sie von zwei Seiten, auf den übrigen Seiten umgab sie ein Wassergraben. Die Burg dürfte um 1200 zunächst ein hölzerner Bau mit Turm gewesen sein, der von einem Wassergraben, Palisaden und einem Wall umgeben war. In ihrer Geschichte wurde sie mehrmals bei kriegerischen Auseinandersetzungen zerstört. Das heutige Bauwerk entstand im 16. Jahrhundert und gründete vermutlich auf den Fundamenten älterer Vorgängerbauten.
Der Merian-Kupferstich von 1654 zeigt die Hauptburg (rechts), die von der Vorburg (links) mit dem Vorwerk durch eine Zugbrücke über einen Wassergraben abgetrennt war. Der Treppenturm ist wesentlich höher als heute dargestellt. Er besaß damals noch einen umlaufenden Wehrgang. Auch das Burggebäude war mit zwei Stockwerken höher als der heute noch vorhandene Nordflügel. Damals verfügte sein Dach über zwei Zwerchgiebel. Im 17. Jahrhundert gehörten zur Burg ein Torturm und weitere Nebengebäude, die die Burg zu einer von allen Seiten geschlossenen Anlage machten.

## Baubeschreibung
Heute besteht die Burganlage aus dem kleineren Ostflügel und dem langgestreckten nördlichen Hauptflügel. Dazwischen erhebt sich im Innenhof der Treppenturm mit rund 23 m Höhe. Das zweigeschossige Hauptgebäude hat die Maße von 37 × 9 m und stammt aus dem 16. Jahrhundert. Es wurde mit Backsteinen im Klosterformat restauriert. In seinem Kellergeschoss befinden sich in zwei Räumen Kreuzgewölbe.
Seit 1974 wird die Burg als Heimatmuseum genutzt, dessen Schwerpunkt auf der Darstellung der ländlichen Selbstversorgung und des alten Handwerks (u. a. Schmied, Schuhmacher, Drechsler, Tischler) im Bromer Land liegt. Weitere Angebote sind ein mittelalterlicher Kräutergarten, eine Korbimkerei sowie ein Museumscafé. Das Burgfest, das von 1981 bis 2010 jährlich im August stattfand, war ein Anziehungspunkt für viele Besucher aus der Region.

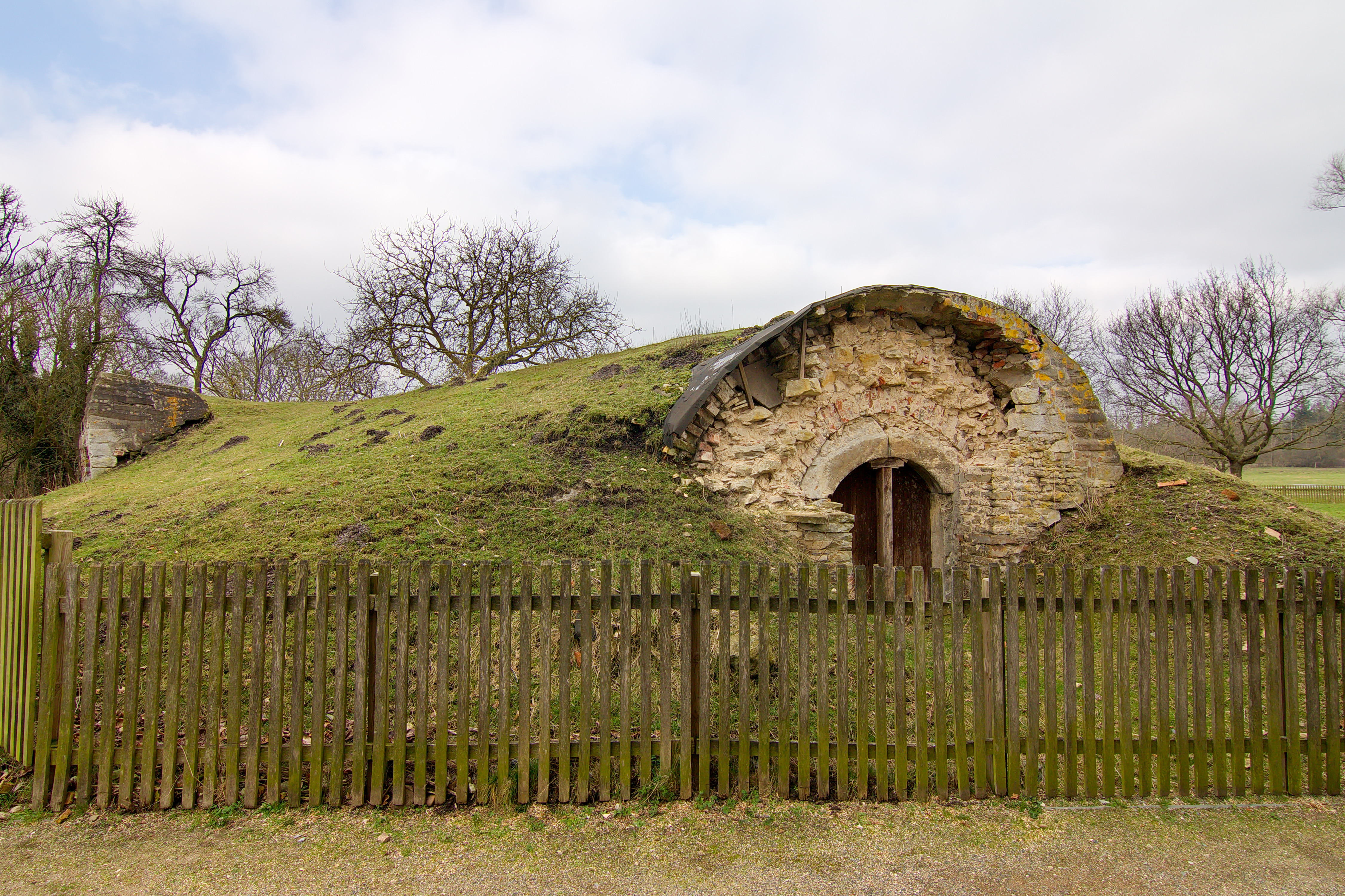
Eiskeller der Burg
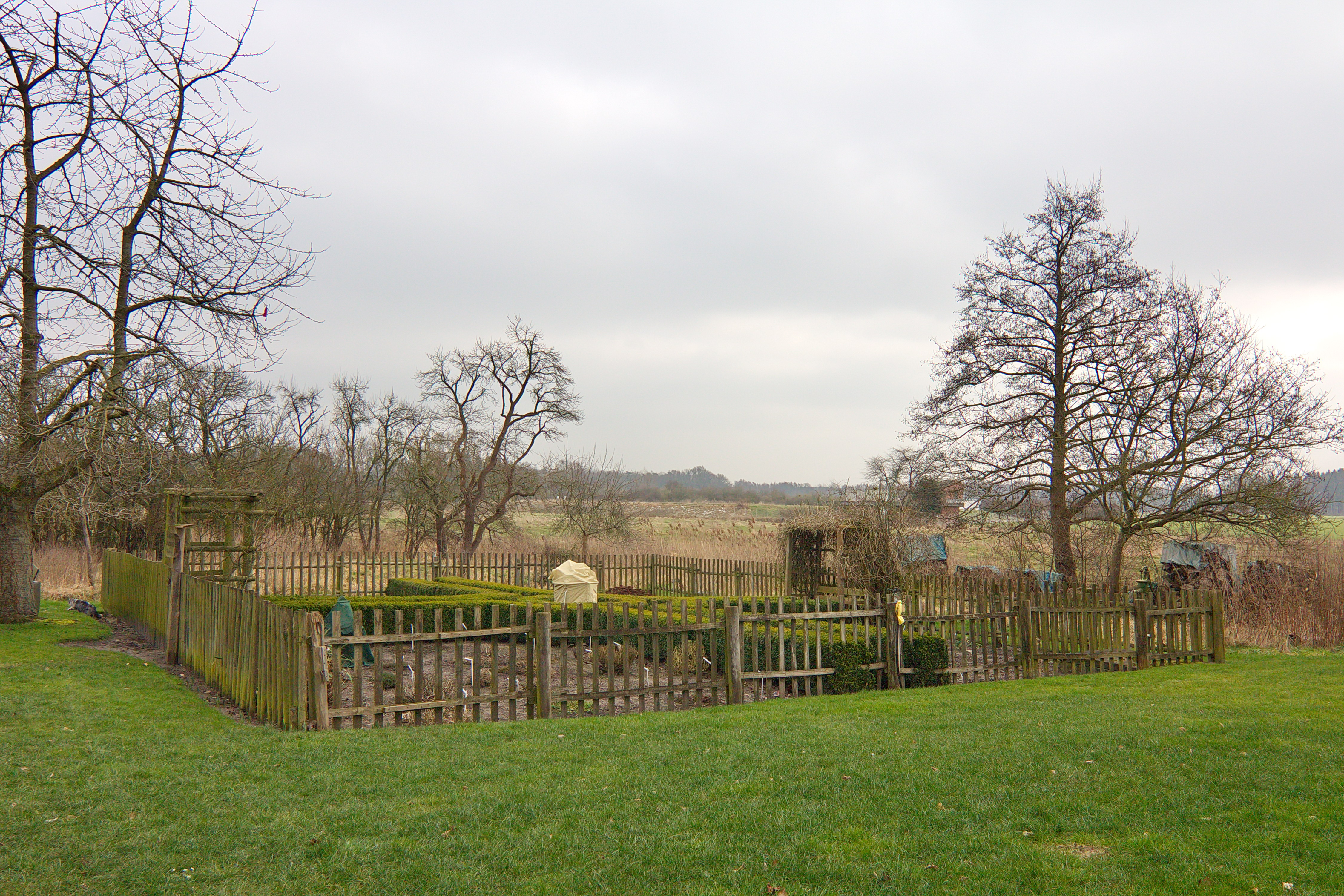
Kräutergarten
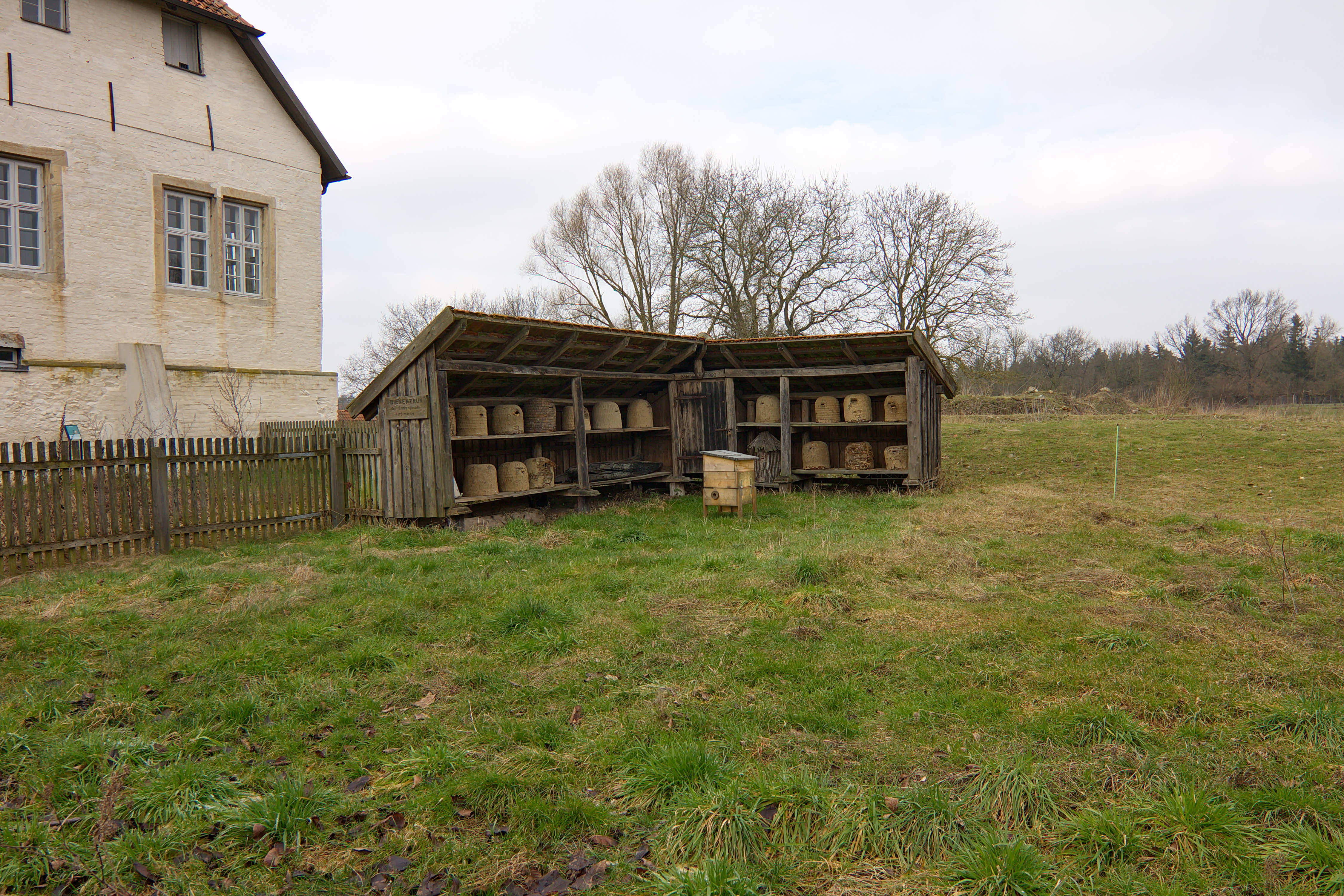
Bienenkörbe der Imkerei

## Geschichte

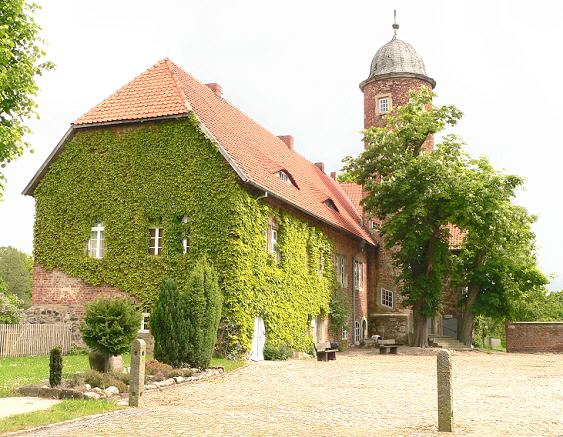
Burghof mit Hauptgebäude, hinter dem Turm der Ostflügel (2005)

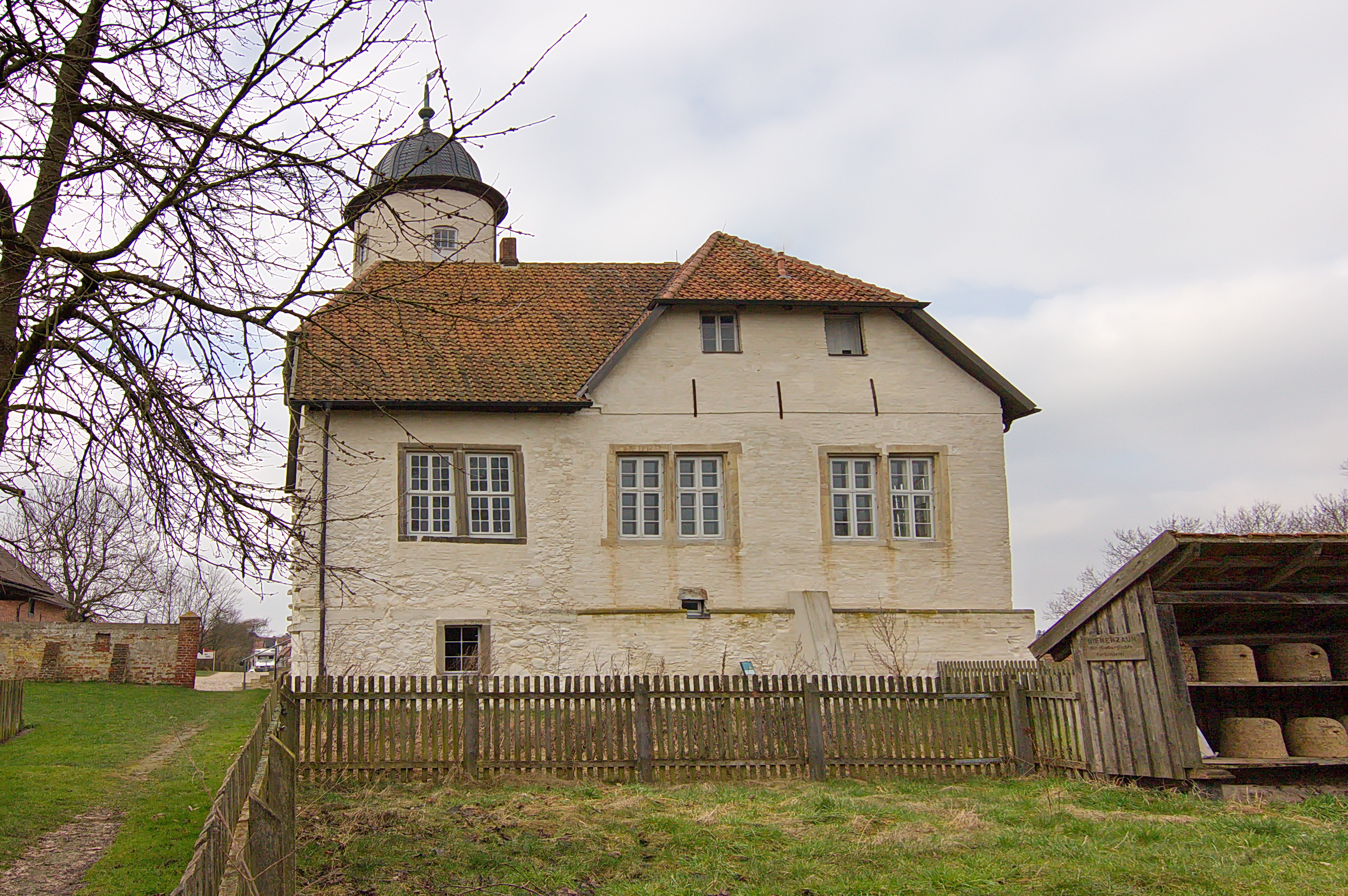
Ostseite der Burg

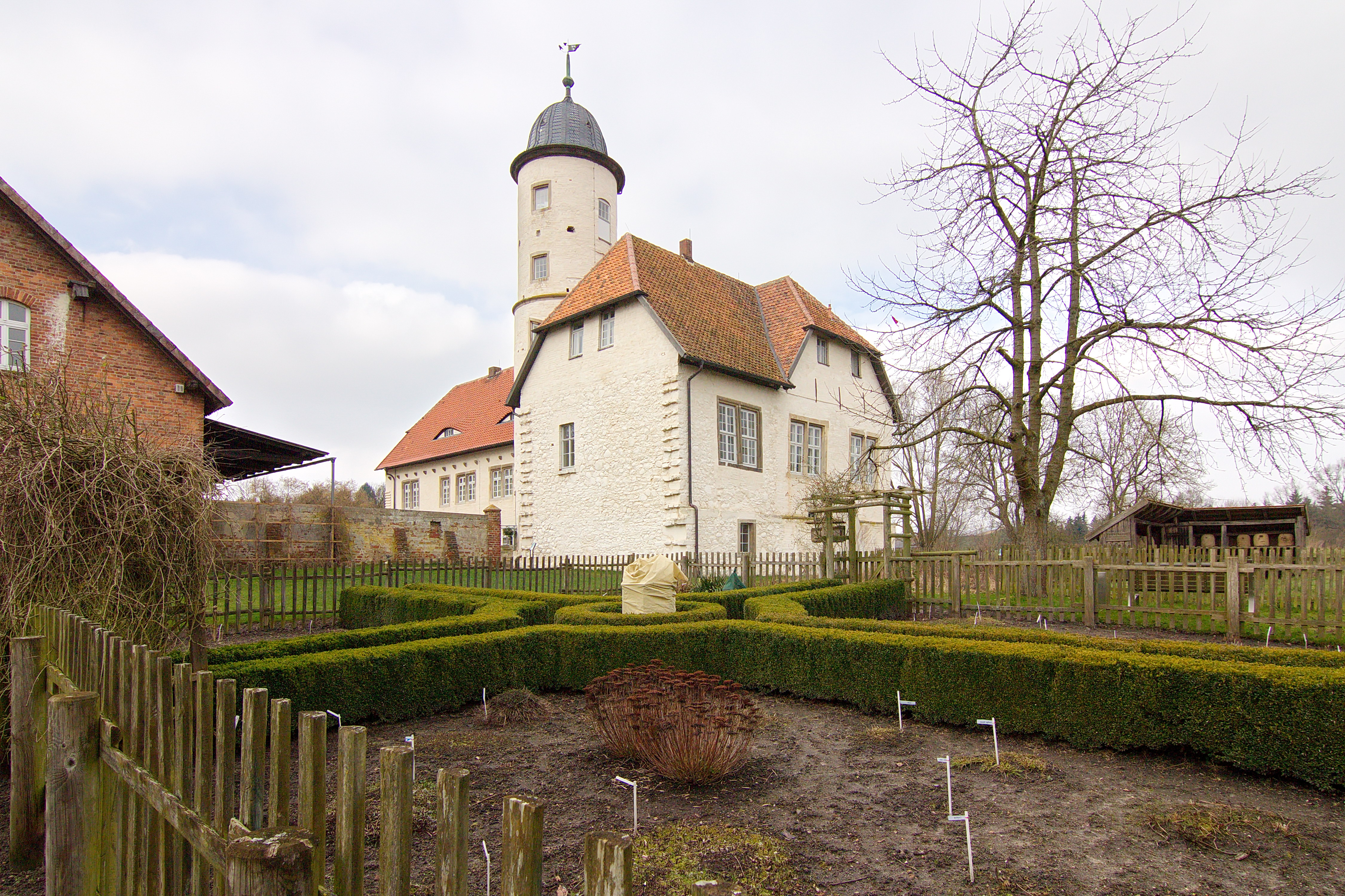
Die Burg vom Kräutergarten gesehen

Die Burg wurde erstmals urkundlich im Erbschaftsvertrag Heinrichs des Löwen im Jahre 1202 erwähnt. Darin wurde das väterliche Erbgut auf die drei Söhne aufgeteilt. Im Vertrag von Paderborn bestätigte der Pfalzgraf Heinrich seinem Bruder Wilhelm den Besitz, darunter Brome. Die Burg war eine von über 70 Grenzfesten im Herzogtum Braunschweig-Lüneburg. Ihre Aufgabe war der Schutz gegen die benachbarten Machtbereiche des Kurfürstentums Brandenburg und des Erzbistums Magdeburg.
Die mittelalterliche Geschichte von Brome, in der Burg und Ort zwischen verschiedenen Herrschern hin- und hergereicht wurden, verlief unruhig und wechselvoll. Zu den Besitzern gehörten zu unterschiedlichen Zeiten die Adelsfamilien von Bartensleben, von der Schulenburg und von dem Knesebeck. Die Burg diente als Verteidigungsanlage, Gerichtsstätte, Wohnhaus des Vogtes und als Wirtschaftsgebäude.
Um 1214 saß auf Burg Brome der Ritter und Ministeriale Friedrich von Karow. Er verwaltete von dort aus das Bromer Land. 1219 wurde die Burg bei einem Konflikt zwischen den Welfen und dem Erzbischof von Magdeburg zerstört. 1292 fiel Brome an der Markgrafen von Brandenburg, kam aber wegen dessen Kinderlosigkeit wieder an den welfischen Zweig zurück. Um 1300 kam es zu einer weiteren Zerstörung der Burg. 1360 verpfändete deren Herrscher, Herzog Magnus von Braunschweig Burg und Ort an die von Bartensleben. 1492 übernahm Fritz V. von der Schulenburg († 1505) von Herzog Heinrich I. die Burg Brome als Lehen. Sein Sohn Fritz VII. von der Schulenburg († 1558) verkaufte 1548 Brome mit weiteren umliegenden Dörfern des Gerichts Brome an Christoph von dem Knesebeck und nahm seinen Wohnsitz auf Gut Fahrenhorst. Dessen Sohn Jobst von dem Knesebeck und seine Brüder Clamer und Matthias veräußerten Burg Brome 1583 an ihre Onkel, Günter und Günzel von Bartensleben, Herren auf Wolfsburg.
Durch das Aussterben des letzten männlichen Vertreters des Adelsgeschlechts von Bartensleben, Gebhard Werner von Bartensleben im Jahre 1742, gelangte die Burg Brome wieder in den Besitz der Grafen von der Schulenburg. Zum Zeitpunkt seines Todes lebte von seinen Kindern nur noch Anna Adelheit Catharina von Bartensleben, die Witwe von Adolph Friedrich von der Schulenburg. Gemäß dem Testament von Adolph Friedrich von der Schulenburg wurden die Güter aufgeteilt, als der älteste Sohn, Gebhard Werner von der Schulenburg, das 25. Lebensjahr vollendet hatte. Im Losverfahren fielen 1748 die Güter Bisdorf und Brome an Gebhard Werner von der Schulenburg. Nach seinem Tod verblieb die Burg Brome im Besitz der Wolfsburger Linie der Familie von der Schulenburg und kam an Gebhard von der Schulenburg-Wolfsburg, Werner von der Schulenburg-Wolfsburg, Günther von der Schulenburg, Werner-Karl-Hermann Graf von der Schulenburg-Wolfsburg, Günther Graf von der Schulenburg-Wolfsburg und Günzel Graf von der Schulenburg-Wolfsburg.
1937 wurde in der Burg das Landjahrlager Ulrich von Hutten eingerichtet, und im gleichen Jahr das heute noch genutzte Toilettenhäuschen erbaut, da es in der Burg keine Toiletten gab.
2001 erwarb der Flecken Brome die Burg von der Familie von der Schulenburg. Die jahrhundertealte Pfahlfundamentgründung der Burg war abgängig. Von 2009 bis 2014 wurde die Burg grundlegend saniert.

## Heimatmuseum

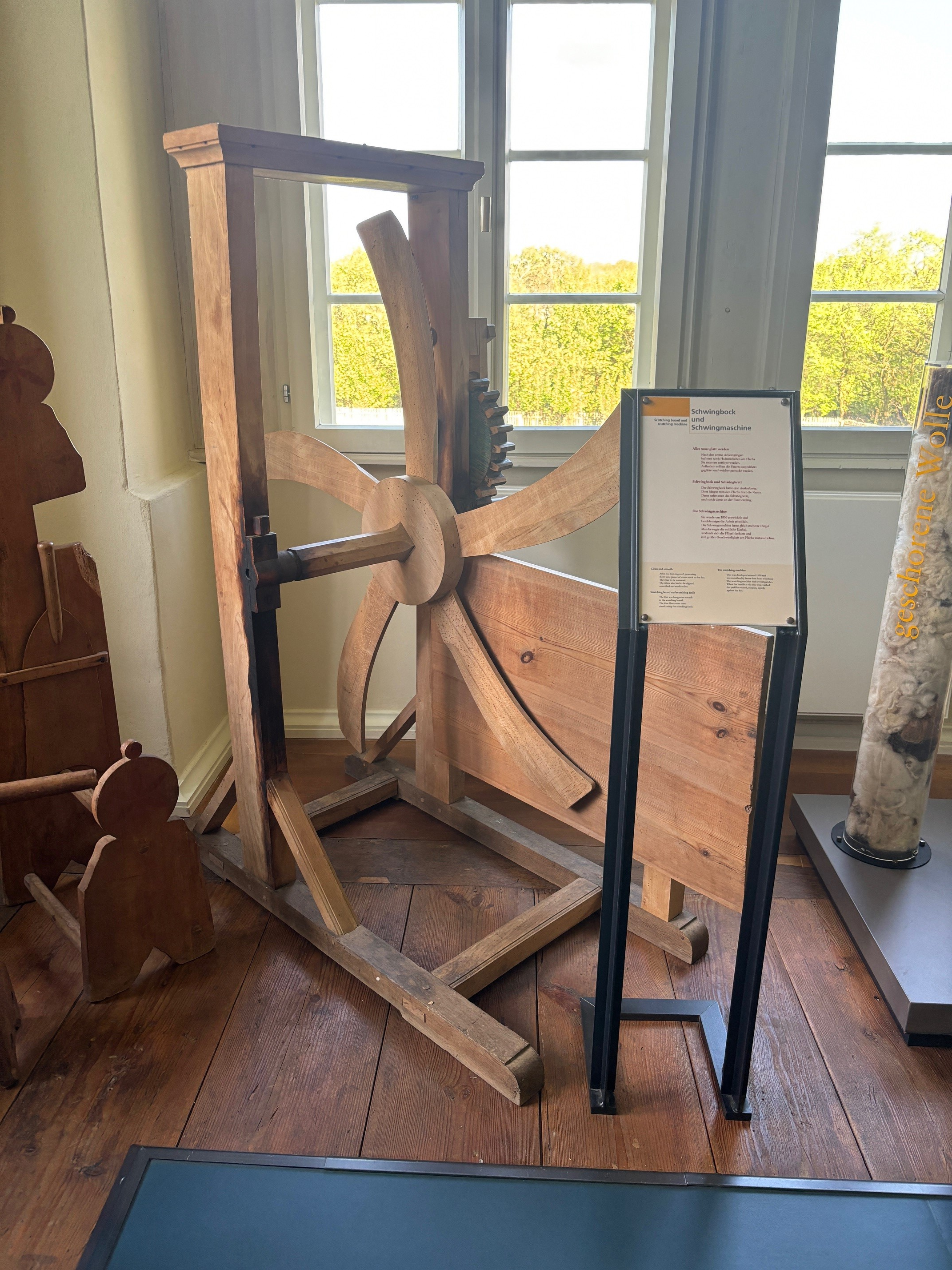
Schwingbock im Museum Brome

1979 gründete sich der Museums- und Heimatverein Brome e. V. mit dem Ziel des Erhalts der Burg und ihrer touristischen und heimatkundlichen Nutzung.
Nach ihrer Sanierung wurde die Burg im September 2014 mit erneuerter Dauerausstellung wiedereröffnet.
Von seiner Eröffnung am 13. November 1979 bis 1999 erster Leiter des Museums Burg Brome war der Heimatkundler Fritz Boldhaus, der die Basis für Sammlung und Ausstellung legte. Von 1999 bis 2015 leitete dann der Kreisarchäologe Andreas Wallbrecht das Haus. Fast sämtliche bis heute fundamentalen Entscheidungen zur zukünftigen Ausrichtung des Museums fielen in seiner Zeit. Auf Wallbrecht folgten, jeweils in Personalunion als Gesamtleiter der Museen des Landkreises Gifhorn, zunächst 2016 bis 2018 der Archäologe Christoph Schmidt und dann 2019 bis 2021, ebenfalls Archäologe, Florian Westphal. Von August 2022 bis Juli 2025 wurde das Museum in Teilzeit vom Mittelalterhistoriker Christian Frey geleitet.